# Mikie Sherrill
Rebecca Michelle "Mikie" Sherrill, född 19 januari 1972 i Alexandria i Virginia, är en amerikansk politiker (demokrat). Hon är ledamot av USA:s representanthus sedan 2019.
I mellanårsvalet i USA 2018 besegrade Sherrill republikanen Jay Webber och två övriga kandidater.